# 10964 Degraaff
10964 Degraaff (3216 T-1) là một tiểu hành tinh vành đai chính. Nó được đặt tên cho Willem de Graaff, một giáo sư và nhà nghiên cứu thiên văn người Hà Lan.